# Dzieci bojarskie
Dzieci bojarskie (ros. Дети боярские) – najniższa warstwa feudalna w Rosji istniejąca od XIII do XVIII wieku.
Byli to feudałowie najniższej rangi, związani ściśle z bojarskimi dworami. Posiadali niewielkie nadania ziemskie, które otrzymywali od swych patronów. Największe znaczenie polityczne uzyskali za czasów panowania cara Iwana Groźnego, który nadał im prawa polityczne i ekonomiczne (kosztem praw bojarskich) oraz na ich poparciu opierał reformy.
Zobowiązani byli, aby w czasie poboru stawiać się konno.